# Rap God
Singles de Eminem
Survival
(2013) The Monster
(2013)
Pistes de The Marshall Mathers LP 2
Berzerk
(8) Brainless
(10)
Rap God est une chanson du rappeur américain Eminem. Sortie le 14 octobre 2013, elle sert de troisième single pour le huitième album studio d'Eminem, The Marshall Mathers LP 2. La chanson est produite par DVLP et Fithy. Eminem parle dans ce morceau de sa carrière en se comparant aux autres rappeurs et en s'auto-proclamant dieu du rap. Les labels distribuant cette chanson sont les mêmes qui produisent le huitième album du rappeur, à savoir Interscope Records, Aftermath Entertainment, le label fondé par Dr.Dre, le producteur exécutif de Recovery et enfin Shady Records, label créé par Eminem et Paul Rosenberg, le manager du rappeur de Détroit.
Rap God reçoit dans l'ensemble des critiques dithyrambiques de la part des médias spécialisés. Ils notent en effet l'habilité du rappeur et la vitesse de son flow. En effet, Eminem accélère dans le troisième couplet de ce morceau de six minutes, et parvient à prononcer 101 mots en 16 secondes, une performance saluée par la presse. La chanson est entrée à la septième position du Billboard Hot 100. Cela dit Rap God est le titre le plus téléchargé aux États-Unis en première semaine de vente avec plus de 270 000 exemplaires vendus. Au Canada et au Royaume-Uni il s'empare de la cinquième place des classements hebdomadaires tandis que dans les pays francophones, il se classe 31e en Suisse et 23e en France. Rap God ne reçut pas que des critiques élogieuses, créant notamment la polémique sur son contenu jugé homophobe et violent.
La parution de Rap God s'accompagne d'un clip vidéo réalisé par Richard Lee, réalisé au mois de novembre 2013. Le clip a été tourné à Détroit dans le Michigan. Le rappeur y parodie la série des années 1980 Max Headroom fait référence à l'ancienne génération du rap comme Rakim ou Tupac Shakur. Eminem a notamment interprété le morceau à New York pour les YouTube Music Awards et en direct d'Amsterdam pour les MTV Europe Music Awards 2013.
Dans une interview, Eminem déclare qu'il n'a pas écrit Rap God mais qu'il l'a faite en freestyle, en une prise.

## Contenu
Eminem explique dans cette chanson qu'il commence à se sentir comme un « dieu du rap ». Il fait cependant des références et hommages à d’autres rappeurs comme Rakim, Lakim Shabazz, Tupac Shakur et N.W.A., ou encore dans sa phrase « music as a vehicule to bust a rhyme, now I lead a new school full of students », en référence au groupe Leaders of the New School. Eminem parle aussi de la fusillade de Columbine dans une phrase qui avait été retirée de sa chanson I'm Back sur l'album The Marshall Mathers LP en 2000.
Dans le couplet qui débute au bout de quatre minutes et 20 secondes, Eminem rappe 101 mots en 16 secondes soit environ 6,3 mots par seconde, ce qui en fait donc un des couplets les plus rapides au monde.
La production du titre est assurée par le producteur de rap américain Bigram Zayas, mieux connu sous le pseudonyme de DVLP. Il a auparavant travaillé pour des artistes tels que Lil Wayne ou Rick Ross. La chanson est co-produite par Fithy. La session d'enregistrement du titre s'est déroulé à Détroit, dans les Effigy Studios, en compagnie de Mike et Joe Strange qui ont également ajouté les samples de piano. Le 14 octobre 2013, DVLP a dévoilé que l'instrumental date de 2011 et que l'enregistrement a été réalisé en 2012.

## Accueil critique

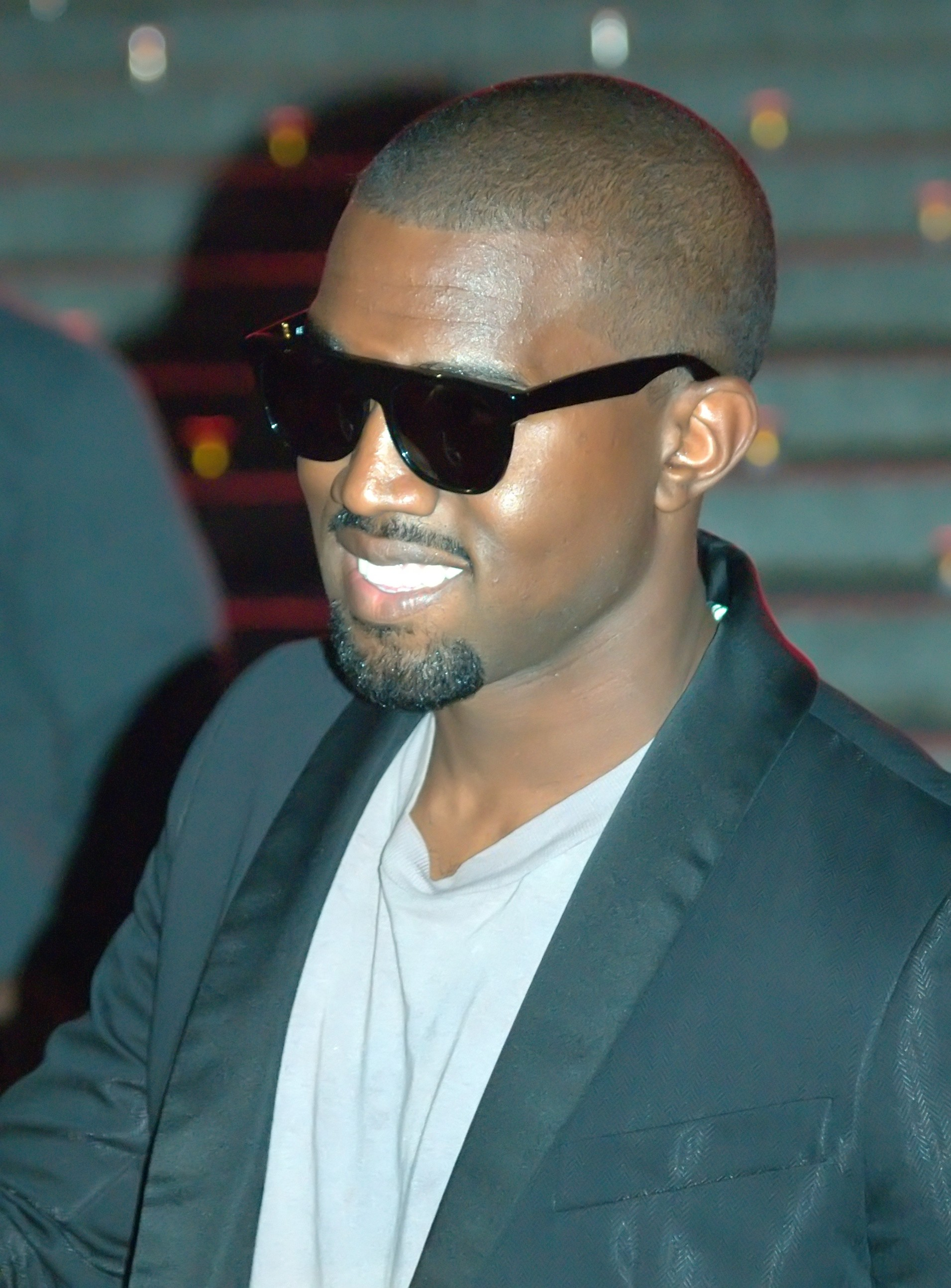
Certains journalistes ont vu en Rap God une réponse au morceau I Am a God publié en juin 2013 par Kanye West.

Rap God a généralement reçu de très bonnes critiques de la part des médias spécialisés. Le journaliste Par Liljas du magazine Time indique qu'il trouve la chanson divine et que si tous les titres de The Marshall Mathers LP 2 sont comme ce titre ainsi que Berzerk, ce devrait être un album inoubliable. Pour Yohann Ruelle du site internet français "Charts in France", Eminem montre une technique impressionnante au service de paroles tout aussi impressionnantes. Pour lui, Eminem a réussi le pari de montrer sa suprématie dans le monde du rap. Le site internet "Musique Mag" affirme lui qu'Eminem donne une leçon aux autres rappeurs sur Rap God et qu'il n'a pas perdu son talent, tandis que "Soonnight" ajoute : « Une pépite du rap qui nous montre une fois de plus toute l’ampleur du talent d’Eminem ». Mathieu Doiezie du quotidien Le Figaro dit que le flow du rappeur de Détroit est rapide, acéré et pugnace. Olivier Cachin pour Le Nouvel Observateur est quant à lui très élogieux au sujet de Rap God et d'Eminem. Il dit que Rap God est « l'apothéose, le morceau que tout le monde attendait. Des paroles puissantes sur un beat tendu avec des accélérations comme on n’en avait pas entendu depuis Forgot About Dre ». Il dit que, celui qu'il qualifie de « plus talentueux et plus mégalo MC que la Terre n'ait jamais porté », risque de sortir un « grand, un très très grand album avec MMLP2 ». Le site internet canadien Canoe dit : « Kanye West peut aller se rhabiller avec la sortie de ce nouvel extrait ». Les critiques musicales notent également la vitesse du flow d'Eminem dans le troisième couplet de la chanson. Le site Business Insider affirme que personne ne reste insensible à l'accélération d'Eminem au bout de quatre minutes et vingt secondes. À l'occasion de la sortie du clip vidéo, Metronews affirme : « C'est définitif, après 20 ans de carrière, il est un dieu du rap ».
La chanson a cependant été critiquée pour ses paroles jugées homophobes, notamment par l'association LGBT Stonewall et Scott Meslow de The Week, qui trouve choquant que nombre de critiques élogieuses aient choisi d'ignorer ces paroles problématiques.

## Clip vidéo

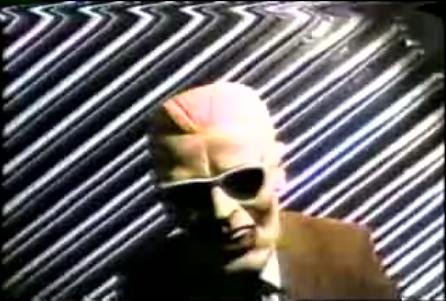
Eminem parodie la série Max Headroom (image issue de l'incident Max Headroom) dans le clip vidéo de Rap God.

Le clip est présenté sur Vevo le 27 novembre 2013. Il est réalisé par Richard « Rich » Lee, qui avait travaillé auparavant sur les clips de Not Afraid et Lighters.
Au début de la vidéo, Eminem apparaît en smoking devant des images rappelant l'esprit de la série Max Headroom. Il porte des lunettes teintés comme le personnage de série. La caméra dé-zoome et laisse apparaître de nombreux écrans de télévisions dont un retransmettant la parodie de Max Headroom par Eminem. Il rappe ensuite dans une grande pièce vide en survêtement noir. On voit alors des câbles et des caméras de surveillance. Il y a à ce moment-là un extrait de la Bible qui apparaît. On aperçoit alors le rappeur assis sur un fauteuil où il est relié à la télévision par des électrodes. Il est dans une pièce blanche cernée de caméras. Au moment où il dit : « I got a laptop in my backpocket », on voit Eminem marchant de dos avec un ordinateur portable dans la poche. On voit dans les écrans des images d'archives de Bill Clinton tandis que les images s'alternent avec la parodie de Max Headroom. On voit alors une explosion dans le téléviseur ce qui fait remuer Eminem qui est assis. Il apparaît ensuite dans une salle où il rappe au milieu de ses proches artistiques comme Slaughterhouse. Au cours du clip vidéo, il y a notamment des références à Rakim, Busta Rhymes, Tupac Shakur, Run D.M.C., Superman, Mario Bros, Pong, Portal, Nascar ou encore The Walking Dead. On voit des illustrations de la Bible ainsi que de courts extraits. Au moment de l'accélération, Eminem ouvre les yeux sur son fauteuil et s'élève dans les airs tandis que tout ce qu'il l'entoure se met à voler. Le rappeur apparaît à la fin au bord d'un lac où il marche sur l'eau. La dernière image montre Eminem tombant à la renverse en disant : « Why be a king, when you can be a god? » .
Pour Booska-P, Eminem est « impressionnant dans le clip de Rap God » tandis que pour Le Figaro, le clip est un « voyage spatio-temporel convaincant »,. Pour les journalistes de Canal+ dans le Before du Grand Journal, « Le clip de Rap God est un chef d’œuvre rétro-futuriste dans l'esprit des années 1980 ».

## Classement hebdomadaire
| Classement (2013)              | Meilleure position |
| ------------------------------ | ------------------ |
| Allemagne (Media Control AG)   | 33                 |
| Australie (ARIA)               | 15                 |
| Autriche (Ö3 Austria Top 40)   | 45                 |
| Bulgarie (Top 40)              | 23                 |
| Canada (Hot 100)               | 5                  |
| Danemark (Tracklisten)         | 30                 |
| Écosse (OCC)                   | 5                  |
| États-Unis (Hot 100)           | 7                  |
| États-Unis (Digital Songs)     | 1                  |
| États-Unis (Rap Songs)         | 1                  |
| France (SNEP)                  | 23                 |
| Irlande (IRMA)                 | 16                 |
| Nouvelle-Zélande (RMNZ)        | 4                  |
| Pays-Bas (Single Top 100)      | 53                 |
| Suède (Sverigetopplistan)      | 46                 |
| Suisse (Schweizer Hitparade)   | 31                 |
| Royaume-Uni (UK Singles Chart) | 5                  |
| Royaume-Uni (R&B)              | 1                  |